# Ngô Trọng Hoa
Ngô Trọng Hoa (tiếng Trung: 吴仲华; tiếng Trung: Wú Zhònghuá; 27 tháng 7 năm 1917 – 19 tháng 9 năm 1992) là một nhà vật lý người Trung Quốc. Ông là nhà nghiên cứu thuộc Ủy ban Cố vấn Hàng không Quốc gia Hoa Kỳ (NACA), giáo sư tại Đại học Thanh Hoa và giữ chức giám đốc sáng lập của Viện Nhiệt động lực học Kỹ thuật thuộc Viện Khoa học Trung Quốc (CAS). Ông là người tiên phong nghiên cứu về thuyết chung của dòng ba chiều đối với đầu máy turbo, lý thuyết này đã được ứng dụng rộng rãi trong các mẫu thiết kế động cơ máy bay. Ngô và vợ ông, bà Lý Mẫn Hoa đều là viện sĩ tại CAS.
Sinh ra ở Thượng Hải, con đường học đại học của Ngô tại Đại học Thanh Hoa bị gián đoạn bởi Chiến tranh Trung–Nhật. Ông tốt nghiệp Đại học Liên hợp quốc gia Tây Nam lâm thời và được trao suất Học bổng bảo lãnh Nghĩa Hòa Đoàn để theo học tại Viện Công nghệ Massachusetts ở Hoa Kỳ. Sau khi lấy bằng Ph.D., ông gia nhập NACA (tổ chức tiền thân của NASA) và phát triển thuyết dòng ba chiều tại đây.
Sau khi Chiến tranh Triều Tiên nổ ra, Ngô và vợ ông trở về Trung Quốc vào năm 1954. Ông thành lập chương trình đầu máy turbo đầu tiên của Trung Quốc tại Thanh Hoa và phát triển hệ tọa độ cong phi trực giao để cải thiện độ tính toán chính xác. Sau những trở ngại trong Đại nhảy vọt và Cách mạng Văn hóa, ông tiếp tục công cuộc nghiên cứu vào thập niên 1970. Năm 1980, ông trở thành giám đốc sáng lập của Viện Nhiệt động lực học Kỹ thuật thuộc CAS.

## Cuộc đời và sự nghiệp

### Thân thế và giáo dục
Ngô sinh ra vào ngày 27 tháng 7 năm 1917 tại Thượng Hải; nguyên quán nằm ở Tô Châu, tỉnh Giang Tô. Gia đình ông là một gia đình trí thức khá giả bình thường, bố là nhân viên văn phòng, dễ tính và vui vẻ, còn mẹ là một người có học thức, tiết kiệm và cần cù, yêu cầu các con phải chăm chỉ học tập. Là con thứ ba trong bốn người con, từ nhỏ Ngô đã xây dựng thói quen học tập chăm chỉ, tiết kiệm, làm việc nghiêm túc và tính tình cương trực. Ông theo học Trường trung học Cách Trí đến năm 16 tuổi, rồi chuyển đến Nam Kinh và tốt nghiệp tại Trường trung học Kim Lăng.
Năm 1935, ông đăng ký vào Khoa cơ khí của Đại học Thanh Hoa ở Bắc Bình (tức Bắc Kinh ngày nay). Sau khi Chiến tranh Trung–Nhật nổ ra vào năm 1937, đại học sơ tán khỏi Bắc Bình và chuyển đến phía nam trú ở Trường Sa, tỉnh Hồ Nam. Cùng với các bạn học tại khoa cơ khí của Thanh Hoa, ông thực hiện nghĩa vụ quân sự trong một năm  tại Trường Lực lượng Cơ giới Quân đội mới thành lập ở Hồ Nam. Khi Quân đội Đế quốc Nhật Bản xâm lược Hồ Nam, một lần nữa trường ông buộc phải sơ tán đến Côn Minh ở tây nam Trung Quốc; tại đây Thanh Hoa và một số đại học lưu vong khác kết hợp các nguồn lực đang dần cạn kiệt để lập nên Đại học Liên hợp quốc gia Tây Nam lâm thời (Liên Đại). Ngô tiếp tục học tập tại Liên Đại và được thuê làm làm giảng viên sau khi tốt nghiệp vào năm 1940. Năm 1943, ông cưới Lý Mẫn Hoa, cô bạn học và nhà vật lý tại Liên Đại.

### Sự nghiệp ở Hoa Kỳ
Cuối năm 1943, Ngô giành Học bổng bảo lãnh Nghĩa Hòa Đoàn của Đại học Thanh Hoa để đi du học ở Hoa Kỳ. Ông và vợ đều được Viện Công nghệ Massachusetts nhận làm sinh viên Ph.D và bắt đầu học tập vào năm 1944. Ông theo chuyên ngành động cơ đốt trong. Lý hạ sinh hai con trai tại Hoa Kỳ, cặp đôi thay phiên nhau vừa lên lớp vừa trông con.
Ngô lấy bằng Ph.D. vào năm 1947, còn Lý lấy bằng sau chồng một năm. Họ đều gia nhập Phòng thí nghiệm động cơ máy bay Lewis của Ủy ban Cố vấn Hàng không Quốc gia Hoa Kỳ sau khi tốt nghiệp. Năm 1950, ông là người tiên phong trong nghiên cứu thuyết dòng ba chiều, lý thuyết này được Hiệp hội kỹ sư cơ khí Hoa Kỳ xem là một trong hai bước đột phá quan trọng nhất của thập niên 1950 trong việc phát triển đầu máy turbo, bên cạnh phát minh máy tính.
Khi Chiến tranh Triều Tiên, quan hệ Mỹ – Trung trở nên đối địch công khai, nên Ngô và Lý quyết định không thể làm việc cho quân đội Hoa Kỳ nữa. Họ từ chức ở NACA và trở thành giáo sư tại Viện bách khoa Brooklyn vào năm 1951. Năm 1954, hai người hạ quyết tâm trở về Trung Quốc. Nhằm tránh bị chính phủ Hoa Kỳ nghi ngờ, gia đình bay đến Anh Quốc vào tháng Tám để nghỉ mát, rồi đi gián tiếp qua Thụy Sĩ, Áo, Tiệp Khắc và Liên Xô, sau cùng đặt chân về quê hương vào cuối năm.

### Sự nghiệp ở Trung Quốc

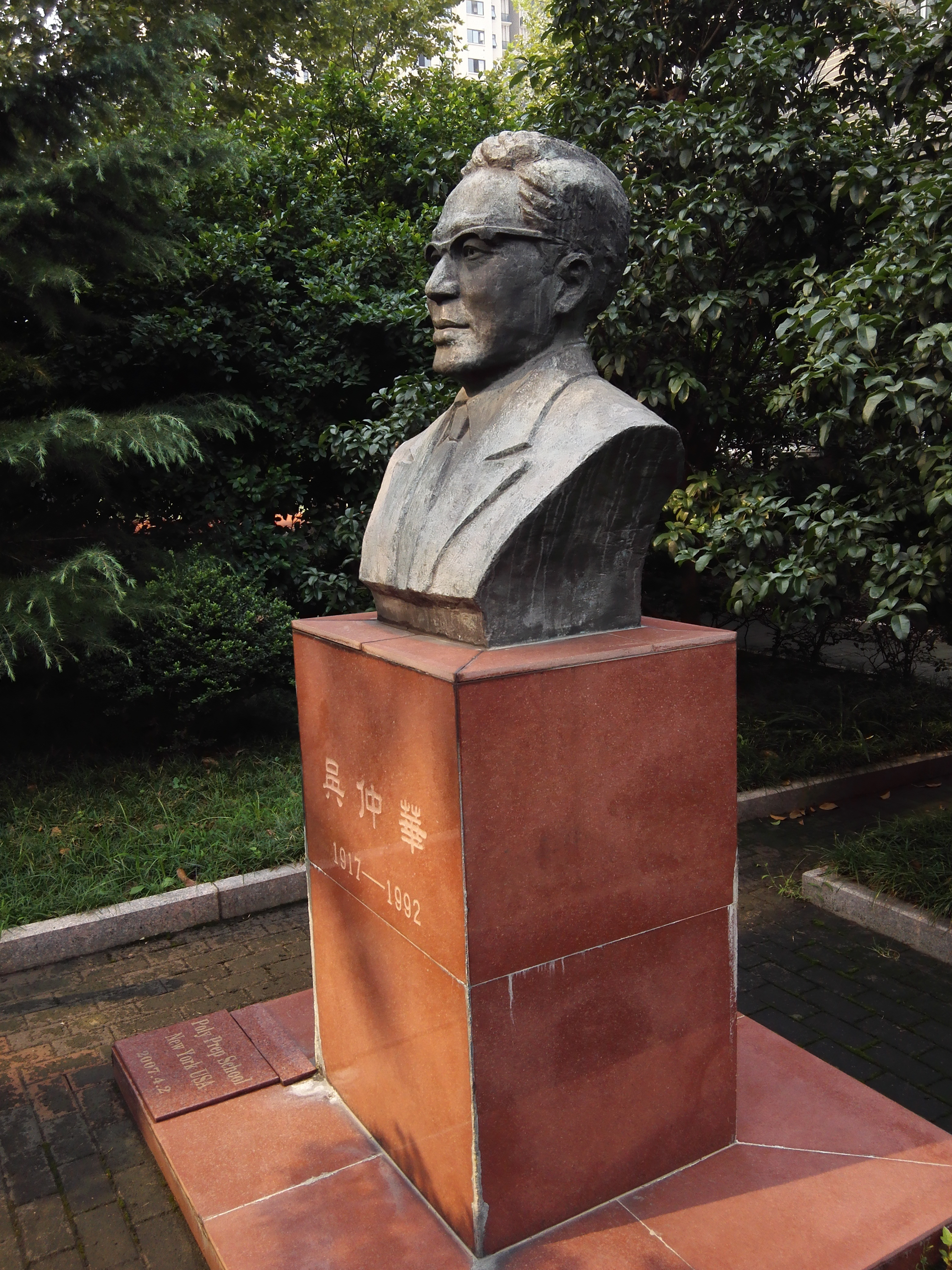
Tượng Ngô Trọng Hoa tại Trường trung học Kim Lăng

Ở Bắc Kinh, Ngô được bổ nhiệm làm giáo sư và phó trưởng khoa cơ học của Đại học Thanh Hoa, rồi thành lập chương trình đầu máy turbo đầu tiên của Trung Quốc ở Thanh Hoa vào năm 1956. Một năm sau, ông thành lập phòng nghiên cứu về động cơ turbo và đốt trong tại Viện cơ khí thuộc Viện Khoa học Trung Quốc (CAS). Ông được bầu làm viện sĩ của CAS vào năm 1957. Khi Đại học Khoa học và Công nghệ Trung Quốc được thành lập vào năm 1958, ông giữ chức trưởng khoa Vật lý và Nhiệt động lực học.
Do thẳng thắn phê phán Đại nhảy vọt, ông bị tố là viện sĩ "cánh hữu" vào năm 1958. Một năm sau, ông được phục hồi chính trị và bổ nhiệm làm phó giám đốc Viện cơ khí thuộc CAS vào năm 1960. Chương trình nghiên cứu của ông là một trong những chương trình bị xóa bỏ trong Nạn đói lớn. Trong Phong trào Giáo dục Xã hội chủ nghĩa, ông được cử làm công việc chân tay ở vùng nông thôn Hông Đồng, Sơn Tây trong ba năm. Khi Cách mạng Văn hóa nổ ra vào năm 1966, Ngô được Thủ tướng Chu Ân Lai và các sĩ quan Không quân Quân Giải phóng Nhân dân bảo vệ vì họ đánh giá cao những cống hiến khoa học của ông. Ông sống sót an toàn qua thời kì sóng gió, song nghiên cứu của ông lại bị ngừng hoàn toàn cho đến năm 1971, khi những hỗn loạn đầu của cuộc cách mạng lắng xuống.
Sau khi kết thúc Cách mạng Văn hóa kết thúc vào năm 1976 và bình thường hóa quan hệ Mỹ – Trung vào năm 1979, Ngô dẫn đầu một nhóm nhà khoa học Trung Quốc ghé thăm Hoa Kỳ lần đầu tiên kể từ khi ông về nước vào năm 1954. Năm 1980, CAS thành lập Viện Nhiệt động lực học Kỹ thuật (IET), với Ngô là giám đốc sáng lập.

### Nghỉ hưu và qua đời
Ngô nghỉ hưu vào tháng 6 năm 1987. Không lâu sau, ông bị chẩn đoán mắc ung thư gan, song được bác sĩ Ngô Mạnh Siêu chữa trị thành công ở Thượng Hải. Năm 1990, Ngô và Lý được mời giảng dạy ở Đại học Clemson trong bốn tháng, và ông đã trình bày một loạt bài giảng tại Trung tâm nghiên cứu Lewis của NASA. Năm 1992, bệnh ung thư của Ngô tái phát và di căn đến phổi. Ông nhập viện vào tháng 8, rồi mất vào ngày 19 tháng 9 năm 1992 ở Bắc Kinh, thọ 75 tuổi.

## Di sản

### Cống hiến khoa học
Trong lúc công tác tại NACA vào năm 1950, Ngô đã xuất bản một bài bài có nhan đề "A general theory of three-dimensional flow in subsonic and supersonic turbomachines of axial-, radial-, and mixed-flow types" (tạm dịch: "Một lý thuyết tổng quát về dòng ba chiều ở các máy turbo hạ âm và siêu âm theo các loại hướng trục, xuyên tâm và hỗn hợp dòng"), ấn phẩm được xem là tiên phong trong nghiên cứu thuyết dòng ba chiều. Ông đã rút gọn các vấn đề của dòng ba chiều sang bài toán lặp hai nghiệm của hai biến độc lập. Phương pháp ma trận trực tiếp được sử dụng với các dòng dưới âm tốc, còn phương pháp hàm đặc trưng (phần nguyên của logarit) được dùng đối với các dòng siêu thanh.
Ở thập niên 1960, ông phát triển một hệ tọa độ cong phi trực giao phù hợp với cơ thể để cải thiện độ tính toán chính xác. Tại Viện Nhiệt động lực học Kỹ thuật, ông và các cộng sự đã xây dựng các phương pháp nén nhân tạo và chịu va đập để giải các bài toán dòng cận âm.
Lý thuyết của Ngô đã được ứng dụng rộng rãi trong các mẫu thiết kế động cơ máy bay, gồm Teledyne CAE J69, Pratt & Whitney JT3D, Rolls-Royce Spey, Rolls-Royce RB211, Pratt & Whitney JT9D và General Electric F404. Ngay sau khi ông mất, NASA đã công bố Báo cáo 4496 (1993) về thuyết máy turbo chung của ông. Ông đã duyệt qua bản thảo cuối trong lúc nằm viện.

### Giải thưởng và chức vụ
Ngô giành Giải thưởng Khoa học Tự nhiên Quốc gia (giải Nhì) vào các năm 1956 và 1982. Ông được CAS trao Giải thưởng thành tựu quan trọng vào năm 1975 và Giải Vàng từ Hiệp hội kỹ thuật cơ khí Trung Quốc. Từ năm 1981 đến 1992, ông làm chủ tịch điều hành của CAS. Ông được bầu vào Ủy ban Thường vụ Quốc hội ở các kì Đại hội Đảng thứ 6 và thứ 7, tại vị từ năm 1983 cho đến khi mất vào năm 1992. Ngày 27 tháng 5 năm 1995, tại phiên họp đầu tiên của Ủy ban toàn quốc do Hiệp hội Khoa học và Công nghệ Trung Quốc tổ chức, ông được truy tặng làm Ủy viên Danh dự.
Nhân kỷ niệm 90 năm sinh nhật ông vào năm 2007, Viện Nhiệt động lực học Kỹ thuật đã lập Quỹ Học bổng Ngô Trọng Hoa để tưởng nhớ ông, dành cho các sinh viên và nhà nghiên cứu tốt nghiệp xuất sắc của ngành Nhiệt động lực học Kỹ thuật.